# Laurentius Nicolai Norvegus
Laurentius Nicolai Norvegus (Tønsberg, 1538 – Vilna, 1622) var en norskfødt jesuit med kaldenavnet "Klosterlasse". Han arbejdede for katolicismen, især i Stockholm. I 1584 blev han leder af præsteseminariet på Riddarholmen, men da Johan III's økumeniske planer afvistes af paven, faldt "Klosterlasse" i unåde og blev forvist i 1588. Han rejste til Riga, men da byen blev erobret af den svenske hær i 1621, blev han anerkendt af svenskerne og tvunget sammen med byens jesuitkollegium til at forlade byen. De havde frit lejde til Vilna, hvor han døde i 1622.